# Dysphania submutata
Dysphania submutata är en fjärilsart som beskrevs av Louis Beethoven Prout 1927. Dysphania submutata ingår i släktet Dysphania och familjen mätare. Inga underarter finns listade i Catalogue of Life.